# Comuna de Frysztak
Frysztak (polaco: Gmina Frysztak) é uma gminy (comuna) na Polónia, na voivodia de Subcarpácia e no condado de Strzyżowski. A sede do condado é a cidade de Frysztak.
De acordo com os censos de 2004, a comuna tem 10 645 habitantes, com uma densidade 117,6 hab/km².

## Área
Estende-se por uma área de 90,51 km², incluindo:
- área agricola: 63%
- área florestal: 28%

## Demografia
Dados de 30 de Junho 2004:
|                      | Total   | Total | Mulheres | Mulheres | Homens  | Homens |
| -------------------- | ------- | ----- | -------- | -------- | ------- | ------ |
|                      | pessoas | %     | pessoas  | %        | pessoas | %      |
| População            | 10 645  | 100   | 5310     | 49,9     | 5335    | 50,1   |
| Densidade (pop./km²) | 117,6   | 100   | 58,7     | 58,7     | 58,9    | 58,9   |

De acordo com dados de 2002, o rendimento médio per capita ascendia a 1311,06 zł.

## Subdivisões
- Chytrówka, Cieszyna, Frysztak, Glinik Dolny, Glinik Górny, Glinik Średni, Gogołów, Huta Gogołowska, Kobyle, Lubla, Pułanki, Stępina, Twierdza, Widacz.

## Comunas vizinhas
- Brzostek, Jasło, Kołaczyce, Wielopole Skrzyńskie, Wiśniowa, Wojaszówka